# Assassinat a la Casa Blanca
Assassinat a la Casa Blanca (títol original: Murder at 1600) és una pel·lícula estatunidenca dirigida per Dwight H. Little, estrenada l'any 1997. És l'adaptació de la novel·la Murder in the White House de Margaret Truman apareguda l'any 1980. Ha estat doblada al català.

## Argument
Harlan Regis (Wesley Snipes) és un veterà de la brigada criminal de Washington. Una nit, és convocat al 1600 de l'Avinguda Pennsylvania, seu de l'edifici oficial més conegut dels Estats Units: la Casa Blanca. El cadàver d'una jove, Carla Town (Mary Moore), que figurava entre les conquestes de Kyle Neil (Tate Donovan), el fill del president, ha estat trobat als lavabos. Tot indica que ha estat colpejada a la sortida d'una cita galant, als apartaments de la família presidencial. L'inspector Regis aviat s'adona que tothom menteix en aquesta història.

## Repartiment
- Wesley Snipes: inspector Harlan Regis
- Diane Lane: Nina Sort
- Daniel Benzali: Nick Spikins
- Dennis Miller: inspector Stengel
- Alan Alda: Alvin Jordan
- Ronny Cox: President Jack Neil
- Diane Baker: Kitty Neil
- Tate Donovan: Kyle Neil
- Harris Yulin: general Clark Tully
- Tom Wright: Agent Cooper
- Nicholas Pryor: Paul Moran
- Charles Rocket: Jeffrey
- Nigel Bennett: Burton Cash
- Tamara Gorski: dona al bar
- Douglas O'Keefe: John Kerry
- Tony Nappo: Lucchessi
- Mary Moore: Carla Town
- George R. Robertson: Mack Fallis
- Ho Chow: Tepper
- James Millington: Tinent Marty Dill

## Rebuda
- "Rodada amb certa solvència... però sense massa convicció. Entretinguda"[3]
- "Thriller amb assassinat a la Casa Blanca. (...) Interessant."[4]
- Homicidi a la Casa-Blanca surt a la primavera 1997 i ocupa el tercer lloc del box-office americà amb prop de 8 milions $ de recaptació el cap de setmana de la seva estrena, per una difusió en 2.152 sales, que augmentarà fins a 2.158 sales durant tota la seva explotació en sales.,[5] Al final, el llargmetratge acaba amb 25,9 milions $ per un pressupost de 20 milions $,[6] cosa que no és un èxit comercial. Fora dels Estats Units, el film només informa 15,3 milions $, sumant doncs 41,1 milions $ de recaptació.[7]